# Анфиногенов, Николай Яковлевич
Николай Яковлевич Анфиногенов (29 сентября 1963, Обухово, Курганская область — 12 сентября 1983, Хутагальгар, Лагман) — советский военнослужащий, рядовой разведывательной роты 181-го мотострелкового полка 108-й Невельской Краснознамённой мотострелковой дивизии, участник Афганской войны, Герой Советского Союза (1983, посмертно).

## Биография
Николай Яковлевич Анфиногенов родился 29 сентября 1963 года в семье колхозников в селе Обухово Обуховского сельсовета Курганского сельского района Курганской области, ныне село входит в Притобольный муниципальный округ той же области.
После окончания 8 классов сельской школы обучался в Курганском ГПТУ № 30 по специальности слесарь-ремонтник. Летом работал комбайнером в колхозе имени Кирова в родном селе. Проходил производственную практику на Курганском машиностроительном заводе имени В. И. Ленина.
30 сентября 1982 года призван на срочную службу в Вооружённые Силы СССР. Служил в разведывательной роте 181-го мотострелкового полка (108-я мотострелковая дивизия, 40-я армия, ОКСВА). В Демократической Республике Афганистан с декабря 1982 года.
За время прохождения службы в должности разведчика проявил себя дисциплинированным, исполнительным и добросовестным воином. Избран членом бюро ВЛКСМ. Неоднократно поощрялся командованием роты, представлен к награждению знаком ЦК ВЛКСМ «Воинская доблесть».
В сентябре 1983 года проводилась боевая операция по зачистке и уничтожению душманских баз, расположенных в уезде Алингар (англ. Alingar District) провинции Лагман (северо-восточнее города Мехтарлам). 
Николай Анфиногенов находился в составе 1-го разведвзвода разведроты капитана Леонида Юрьевича Анохина. В течение 2 дней охраняли ложную переправу. Вечером был получен приказ прибыть в штаб дивизии в составе взвода. Оказалось, что батальон 180-го мотострелкового полка попал в тяжелую ситуацию и ему на выручку отправили арткорректировщика и авианаводчика. Старшим в группе был начальник штаба 180-го мотострелкового полка Юрий Николаевич Пономарев. Сопровождать корректировщиков отправили разведчиков 181-го мотострелкового полка.
Ушли скрытно в ночь на 11 сентября 1983 года, рассвет застал группу почти у вершины высоты 3005 метров горного массива  Хутагальгар (себ. Khuṯagal Ghar). Чтобы перевести день укрылись на отдых, выставив дозорных. Дозор находился выше группы по склону. После обеда 11 сентября афганские моджахеды вышли на дозорных и завязался бой. Противник используя численное превосходство, находясь в более выгодном положении рвался на сближение, в ход пошли ручные гранаты. Дозорные находясь в отрыве от основной группы сдерживали натиск противника до исхода боеприпасов. Находившийся в дозоре младший сержант Андрей Владимирович Глазунов погиб в бою. Анфиногенов прикрывая сверху товарищей, израсходовав боеприпасы, попав в окружение совершил самоподрыв, уничтожив обступивших его моджахедов. 12 сентября группа (17 человек) спустилась вниз унося погибших и раненых, поэтому эту дату считают за день гибели Николая Яковлевича Анфиногенова.
Из наградного листа о присвоении звания Героя Советского Союза:

«Рядовой Анфиногенов, прикрывая отход товарищей от напавшей банды душманов и израсходовав все боеприпасы, оказался в окружении мятежников. Убедившись, что его товарищи вне опасности, последней гранатой взорвал себя и подбежавших к нему бандитов. Геройски погиб сам, уничтожив при этом восемь мятежников, и тем самым обеспечил своим товарищам выход на более выгодные позиции…».
Указом Президиума Верховного Совета СССР от 15 ноября 1983 года, «за мужество и героизм, проявленные при оказании интернациональной помощи Демократической Республике Афганистан», рядовому Анфиногенову Николаю Яковлевичу присвоено звание Героя Советского Союза (посмертно). Стал первым «рядовым воином», удостоенным звания Героя Советского Союза за участие в Афганской войне (1979—1989).
Похоронен в селе Обухово Обуховского сельсовета Притобольного района Курганской области, ныне село входит в Притобольный муниципальный округ той же области.

## Награды
- Герой Советского Союза, 15 ноября 1983 года
  - Орден Ленина
  - Медаль «Золотая Звезда» № 11498

## Память
- В городе Кургане (посёлок Рябково) одна из улиц названа именем Анфиногенова.
- В селе Обухово одна из улиц названа именем Анфиногенова.
- В селе Обухово установлен памятник Герою[5], в 2013 году памятник отреставрировали[6] — 55°04′55″ с. ш. 65°23′25″ в. д.HGЯO
- В городе Кургане 23 июня 2015 года открыт памятник Николаю Анфиногенову в сквере у здания УФСИН России по Курганской области, ул. Анфиногенова, 104[7] — 55°29′22″ с. ш. 65°19′11″ в. д.HGЯO
- В городе Кургане 27 сентября 2019 года открыт бюст Николая Анфиногенова в сквере у здания Государственного бюджетного профессионального образовательного учреждения «Курганский технологический колледж имени Героя Советского Союза Н. Я. Анфиногенова», просп. Машиностроителей, 14[8] — 55°27′32″ с. ш. 65°20′09″ в. д.HGЯO
- Обуховской 8-летней школе присвоено имя Героя Советского Союза Н. Я. Анфиногенова, 29 сентября 2022 года[9].
  - В Обуховской школе действует музей памяти Героя.
- Курганскому технологическому колледжу (бывш. ГПТУ № 30) присвоено имя Героя Советского Союза Н. Я. Анфиногенова[10].
  - На стене Курганского технологического колледжа 1 сентября 2006 года открыта мемориальная доска с именем Героя — 55°27′33″ с. ш. 65°20′11″ в. д.HGЯO
  - В Курганском технологическом колледже создан музей имени Николая Анфиногенова, открыт 7 июня 2017 года[11].
- Имя Героя увековечено на памятнике воинам-зауральцам, погибшим в локальных войнах и вооружённых конфликтах во второй половине XX века. Автор В. А. Епишев, архитектор В. М. Хорошаев. Открыт 23 сентября 2000 года в сквере у МУЧ «Кинотеатр «Звёздный», г. Курган, ул. Пролетарская, 40а — 55°26′33″ с. ш. 65°21′10″ в. д.HGЯO
- Имя Героя упомянуто на мемориальной доске работникам Курганмашзавода, г. Курган, просп. Машиностроителей, 17. Открыта 15 февраля 2008 года[12] — 55°27′45″ с. ш. 65°19′53″ в. д.HGЯO
- Мемориальная доска на улице Николая Яковлевича Анфиногенова, г. Курган, ул. Анфиногенова, 66 — 55°29′15″ с. ш. 65°18′43″ в. д.HGЯO
- 13 февраля 1989 года выпущен почтовый художественный маркированный конверт. Художник В. Бородин.
- Учреждён приз имени Героя Советского Союза Николая Анфиногенова на Всероссийских спортивных состязаниях по боксу среди учащихся профессионально-технических училищ.
- Проходят соревнования по автокроссу на приз памяти Героя Советского Союза Николая Анфиногенова[13].
- Николай Сигаёв написал песню памяти Николая Анфиногенова[14].

## Семья
- Отец — Яков Лазаревич Анфиногенов, член колхоза имени Кирова.
- Мать — Валентина Александровна.
- У Николая два брата (Василий и Виктор) и две сестры (Галина Лупкарёва и Татьяна Назарова[15]).